# Songbird (album Evy Cassidy)
Songbird − kompilacja nagrań amerykańskiej wokalistki Evy Cassidy z trzech poprzednich albumów wydana 19 maja 1998 roku (dwa lata po jej śmierci).
Album pozostawał praktycznie nieznany przez kilka następnych lat. Dopiero kiedy prezenter muzyczny Terry Wogan z BBC Radio 2 odkrył artystkę, rozpoczęła się fala zainteresowania płytą. W 2001 roku utwór Fields of Gold znalazł się na pierwszych miejscach brytyjskich list przebojów. Album zyskał dużą popularność w wielu krajach europejskich, a w USA uzyskał miano złotej płyty.
Sting, autor piosenki Fields of Gold, wzruszył się do łez słuchając wersji zaśpiewanej przez Evę Cassidy.

## Lista utworów
| Nr  | Tytuł utworu                | Autor                                        | Długość |
| --- | --------------------------- | -------------------------------------------- | ------- |
| 1.  | „Fields of Gold'”           | Sting                                        | 4:42    |
| 2.  | „Wade in the Water”         | tradycyjny                                   | 4:02    |
| 3.  | „Autumn Leaves”             | Joseph Kosma, Johnny Mercer, Jacques Prévert | 4:41    |
| 4.  | „Wayfaring Stranger”        | tradycyjny                                   | 4:26    |
| 5.  | „Songbird”                  | Christine McVie                              | 3:43    |
| 6.  | „Time Is a Healer”          | Diane Scanlon, Greg Smith                    | 4:16    |
| 7.  | „I Know You By Heart”       | Eve Nelson, Scanlon                          | 3:59    |
| 8.  | „People Get Ready”          | Curtis Mayfield                              | 3:16    |
| 9.  | „Oh, Had I a Golden Thread” | Pete Seeger                                  | 4:49    |
| 10. | „Over the Rainbow”          | Harold Arlen, Edgar Yipsel Harburg           | 4:57    |
|     |                             |                                              | 42:51   |

## Twórcy
- Eva Cassidy – gitara, instrumenty klawiszowe, śpiew
- Chris Biondo – gitara basowa, gitara
- Dan Cassidy – skrzypce
- Hilton Felton – organy
- John Gillespie – organy
- Keith Grimes – gitara
- Raice McLeod – perkusja
- Larry Melton – bass
- Mike Stein – skrzypce
- Chris Walker – trąbka
- Lenny Williams – fortepian
- Kent Wood – organy

## Producenci
- Producenci: Eva Cassidy, Chris Biondo
- Inżynier dźwięku: Kent Wood
- Aranżacja: Eva Cassidy
- Perkusja elektroniczna: Chris Biondo